# Courgivaux
Courgivaux é uma comuna francesa na região administrativa do Grande Leste, no departamento de Marne. Estende-se por uma área de 10.72 km², e possui 314 habitantes, segundo o censo de 2018, com uma densidade de 29 hab/km².